# Frente de Unidade Democrática Revolucionária Afar

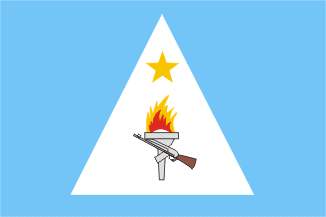
Bandeira da organização.

A Frente de Unidade Democrática Revolucionária Afar é um partido político afar na Etiópia, fundado em 1993. Tinha sido membro de uma coalizão de partidos da oposição, as Forças Democráticas Etíopes Unidas, mas a partir de 5 de novembro de 2021, anunciou que havia aderido à Frente Unida das Forças Federalistas e Confederalistas da Etiópia. 
Seu nome na língua afar é Qafar Uguugumoh Demokrasiyyoh Inkiinoh Fooca, muitas vezes simplificado apenas para Uguugumo (também escrito Uguguma ou Ugogomo), que significa "Revolução", um termo às vezes reservado para sua ala militante e frequentemente confundido como sendo uma organização separada que está intimamente ligada a Frente de Unidade Democrática Revolucionária Afar. 

## Atividades
Em março de 1995, a Frente de Unidade Democrática Revolucionária Afar esteve envolvida no sequestro de turistas italianos na região de Afar da Etiópia, resultando em uma campanha militar etíope contra o grupo, coordenada com o governo da Eritreia. Os viajantes relataram confrontos entre a organização e as forças do governo etíope no distrito de Dallol durante 1995, incluindo ataques a casas e propriedades de membros da Organização Democrática do Povo Afar como "traidores", o que levou ao fim de todo o tráfego nas rotas de comércio de caravanas através do Área de Dallol e a resultante escassez de alimentos. 
As tentativas políticas de reconciliação foram feitas em outubro de 1997, com a criação de uma conferência afar, e novamente em novembro, embora ambas tenham falhado. Mohamooda Gaas fez uma declaração proclamando um cessar-fogo unilateral com as forças governamentais em 5 de junho de 1998, após o início da Guerra Eritreia-Etíope de 1998-2000 e um ataque da Eritreia à cidade de Alitena, habitada principalmente pelo povo irob (uma etnia intimamente relacionada linguisticamente aos afares). Como resultado das vítimas civis do conflito, a Frente de Unidade Democrática Revolucionária Afar reconciliou-se com o governo etíope para minimizar as vítimas civis na região e condenou os ataques do governo eritreu. 
A Frente de Unidade Democrática Revolucionária Afar assumiu a responsabilidade por um ataque de 16 de janeiro de 2012 a um grupo de turistas em Erta Ale, no qual cinco foram mortos, alguns tomados como reféns e outros feridos.  Em março de 2012, a organização libertou dois turistas sequestrados no ataque.
Durante a Guerra de Tigray, uma declaração da Frente de Unidade Democrática Revolucionária Afar atribuiu a responsabilidade do massacre de Galikoma a Força de Defesa Nacional da Etiópia. 